# Comuna Poznanka Perșa, Liubașivka
Poznanka Perșa (în ucraineană Познанка Перша) este o comună în raionul Liubașivka, regiunea Odesa, Ucraina, formată din satele Pohrebî, Poznanka Druha și Poznanka Perșa (reședința).

## Demografie
Componența lingvistică a comunei Poznanka Perșa
     Ucraineană (95,06%)
     Română (2,43%)
     Rusă (2,07%)
     Alte limbi (0,18%)
Conform recensământului din 2001, majoritatea populației comunei Poznanka Perșa era vorbitoare de ucraineană (95,06%), existând în minoritate și vorbitori de română (2,43%) și rusă (2,07%).